# لكمة الحربي (يهر)

تعديل مصدري - تعديل

لكمة الحربي هي إحدى قرى عزلة يهر بمديرية يهر التابعة لمحافظة لحج، بلغ تعداد سكانها 299 نسمة حسب تعداد اليمن لعام 2004.